# Конституційне рішення про суверенітет і самостійність Республіки Хорватія

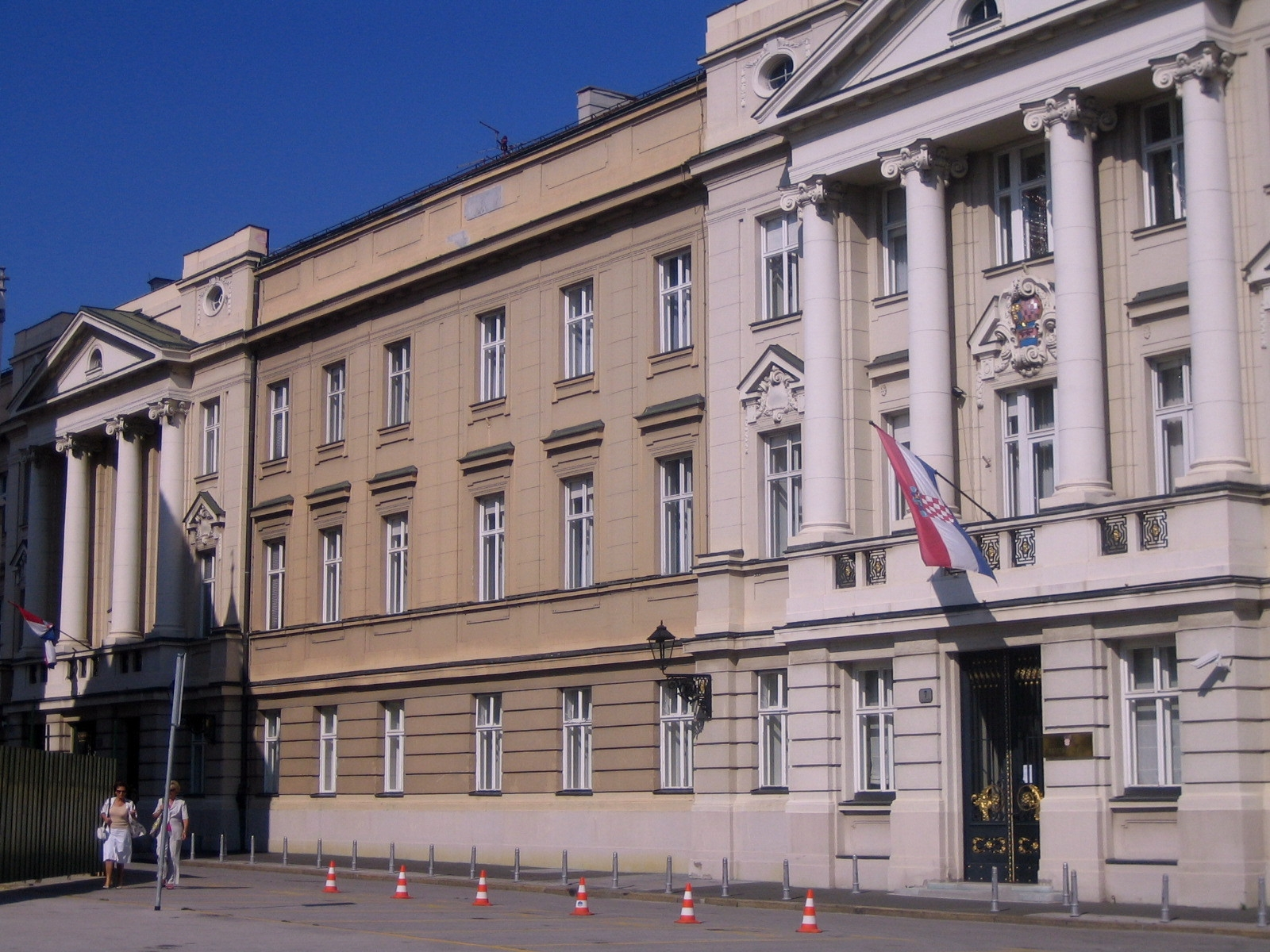
Будинок державного сабору (парламенту), у якому було ухвалено історичне рішення про незалежність Хорватії 25 червня 1991 р.

Конституційне рішення про суверенітет і самостійність Республіки Хорватія (хорв. Ustavna odluka o suverenosti i samostalnosti Republike Hrvatske) — найважливіший законодавчий акт щодо незалежності Хорватії, ухвалений хорватським парламентом 25 червня 1991 року. Заклав конституційно-правову основу незалежності хорватської держави.

## Історія
На референдумі, що відбувся 19 травня 1991, 93,94% виборців проголосували за суверенну та незалежну Республіку Хорватія. Оскільки за Конституцією Республіки Хорватія рішення, прийняте на референдумі, є обов'язковим для всіх державних органів, парламент Хорватії ухвалив 25 червня 1991 року два визначальні рішення:
- Декларацію про проголошення суверенної та самостійної Республіки Хорватія
- Конституційне рішення про суверенітет і самостійність Республіки Хорватія (тільки воно має державно-правове значення).

Однак за посередництва місії Європейського співтовариства на започаткований на підставі цих рішень процес відокремлення Хорватії від інших республік і країв охопленої розпадом СФРЮ було введено тримісячний мораторій, прийнятий згідно з Бріонською декларацією від 8 липня 1991 року, яка відклала в часі подальші просування в цьому напрямку. Слід підкреслити, що парламент Хорватії ніколи не відкликав і офіційно не скасовував конституційне рішення від 25 червня, а просто не здійснював процедуру відокремлення з огляду на вищевказані політичні обставини.
З посиленням агресії Сербії проти Хорватії, яка нарочито досягла своєї найвищої точки в останній день тримісячного мораторію 7 жовтня ракетним обстрілом будівлі Банських дворів у Загребі, тодішньому місці перебування президента Хорватії Франьо Туджмана, парламент на своєму таємному засіданні у приміщенні «INA» на загребській вулиці Шубича 8 жовтня ухвалив рішення про розрив усіх державно-правових зв'язків, на підставі яких Хорватія спільно з іншими республіками та краями утворювала колишню СФРЮ, чим було завершено процес відокремлення. Попри те, що цей процес було процедурно закінчено лише 8 жовтня, днем заснування сучасної хорватської незалежної та суверенної держави вважається 25 червня 1991 р.
Тодішній голова СДП Івиця Рачан під час передвиборної кампанії перших багатопартійних виборів називав ХДС партією небезпечних намірів.
Під час голосування згаданої Декларації депутати від СДП покинули парламент, не бажаючи брати участь в ухваленні цього рішення. Перед вирішальною сесією Рачан запропонував свою поправку голові конституційної комісії Владимиру Шексу і багатопартійній робочій групі, які готували стратегічні закони та декларації. У ній зазначалося, що Хорватію слід оголосити суверенною і незалежною державою і слід розпочати процес дезінтеграції, але водночас слід розпочати процедуру приєднання до нового союзу югославських республік. Шекс відхилив поправку, пояснивши, що після 70 років Хорватія рішуче виходить із Югославії і що народ не має наміру знову входити в нову. Положення, на якому наполягав Івиця Рачан, було оформлено як імператив. Тим самим Хорватія, разом із рішенням про вихід, не могла б не запустити процес входження, що створило б конституційну основу для заснування нової Югославії. Мотивом Івиці Рачана була невіра у хорватські сили, у президента Франьо Туджмана та ХДС. Таку оцінку Рачана навіяла потужність Сербії та ЮНА і його переконання, що міжнародні сили чинять занадто великий опір виходу Хорватії з югославського союзу, тому Рачан і СДП обрали якийсь нерішучий варіант. Ймовірно, спрацював страх перед відокремленням і його наслідками. Рачан, Іван Матія та інші члени СДП пояснили на засіданні групи перед голосуванням, що  будуть проти цього, і зазначили причини, а саме, що Хорватія не має підтримки Європи чи світу, і що якщо Хорватія проголосить незалежність, це буде оцінено як односторонній акт сецесії, і що самостійна Хорватія не буде прийнята чи визнана, тому вони в СДП за збереження югославського простору. Комісія Шекса винесла документи про суверенітет і незалежність на розсуд 365 членів парламенту. Тоді з'явився Рачан і вніс пропозицію, наголошуючи, що «союз самостійних держав — це форма розв'язання югославської державної кризи, прийнятна для більшості республік, і в інтересах хорватського народу та державних інтересів Республіки Хорватія». Частина депутатів СДП і соціалістів Ж. Мажара демонстративно покинули залу парламенту. Частина залишилася на голосуванні. Таких налічувалося 49, а з них 48 проголосували проти і лише один депутат від СДП проголосував за незалежність Хорватії. Це був Марко Влашич-Чиче з Чари на Корчулі.
У 1991—2019 роках день ухвалення цих двох рішень святкувався як День державності — національне свято Республіки Хорватія, а з 2020 — це пам'ятний день, відомий як День незалежності.